# 야자타
야자타는 조로아스터교의 개념으로, 폭넓은 의미가 있으나 일반적으로 신을 뜻한다. 원래는 아베스타어로 ‘숭배할만한 (것)’을 뜻하는 단어이다.
야자타는 아후라 마즈다 아래의 선한 권력을 나타낸다. 여기서 후자는 야자타의 가장 위대한 그 자신이다. "야즈"는 '숭배하다 존경하다'라는 뜻으로 아베스타어로 "야스나"와 같은 단어의 어원이다. 야자타는 따라서 숭배할 가치가있는 존재 또는 거룩한 존재이다.